# Línea 101 (Rosario)
La Línea 101 es una línea de transporte urbano de pasajeros de la ciudad de Rosario, Argentina. El servicio está actualmente operado por la empresa Rosario Bus.
Anteriormente el servicio de la línea 101 era prestado desde sus orígenes y bajo la denominación de línea 210 Rojo por Transportes La Florida S.R.L. (cambiando en 1986 su denominación a línea 101), luego por la empresa T.A.G.A. S.R.L. -Transportes Automotores General Azcuénaga Sociedad de Responsabilidad Limitada-, Primera Junta S.R.L., y finalmente Rosario Bus.
Su recorrido actual es el resultante de la fusión de recorridos de las líneas 101 y 111, durante el año 1999.

## Recorridos

### Cartel NegroLa SiberiaX Juan José Paso
IDA: Desde Avenida Provincias Unidas, Avenida Juan José Paso, República Dominicana, Domingo French, República Dominicana, Gorriti, Humberto 1°, Pasaje Avenida Harding, Boulevard Nicolás Avellaneda, Viaducto Emigdio Pinasco, Boulevard Nicolas Avellaneda, San Lorenzo, Vera Mujíca, Tucumán, Suipacha, San Lorenzo, Francisco Narcisco de Laprida, Avenida Carlos Pellegrini, Leandro Nicefóro Alem, Hasta Luís Berutti.
Regreso: Desde Luís Berutti, Riobamba, Ayacucho, Avenida Carlos Pellegrini, Maipú, Santa Fe, Boulevard Nicolás Avellaneda, Viaducto Ingeniero Emigdio Pinasco, Boulevard Nicolás Avellaneda, Casilda, Nueva York, Bahía Blanca, Vélez Sarsfield, República Dominicana, Domingo French, Formosa, Avenida Juan José Paso, Avenida Provincias Unidas, Rueda, Hasta República del Salvador.

### Cartel RojoLa SiberiaX Junín -Servicio discontinuado por Emergencia del Transporte
IDA: Desde Avenida Provincias Unidas, Junín, Avenida Travesía Albert Sabín, Metrobus Norte (Rosario) Boulevard Nicolás Avellaneda, Viaducto Emigdio Pinasco, Boulevard Nicolás Avellaneda, San Lorenzo, Vera Mujíca, Tucumán, San Lorenzo, Francisco Narciso de Laprida, Avenida Carlos Pellegrini, Leandro Nicefóro Alem, Cerrito, Hasta Luís Berutti.
Regreso: Desde Luís Berutti, Riobamba, Ayacucho, Avenida Carlos Pellegrini, Maipú, Santa Fe, Metrobus Norte (Rosario) Boulevard Nicolás Avellaneda, Viaducto Ingeniero Emigdio Pinasco, Boulevard Nicolás Avellaneda, Casilda, Avenida Travesía Albert Sabin, Stephenson, Vélez Sarsfield, Formosa, Junín, Hasta Avenida Provincias Unidas.